# Tegelbruket
Tegelbruket är en enkelsluss på den östgötska delen av Göta kanal, mellan Mem och Söderköping. 
Slussen har en fallhöjd på 2,3 meter och vid slussen finns ett bräddavlopp som förhindrar översvämning från den intilliggande Igeltorpsbäcken. Tegelbrukets sluss, även känd som ”Nyqvistens sluss”, har i hela 67 år blivit manövrerad av en man ifrån släkten Nyqvist. Först ut var trädgårdsmästaren Johan Ludvig Nyqvist som arbetade som slussvärd från 1875 till 1915. Den första april 1915 var det sonen Knut Harald Nyqvist som tog över sysslan. Likt sin far var Knut inte enbart slussvakt, utan också arbetare och timmerman, och han tjänade kanalbolaget ända fram till 1952. Det tar dock inte slut där. Efter att Knut Nyqvist lämnat sin post tog hans svärson Eric Jarlberger över arbetet. Han ansvarade för slussen här i Tegelbruket fram till 1959 och flyttade sedan till Söderköping för att arbeta som slussvakt i ytterligare 21 år innan han drog sig tillbaka 1980.
Ungefär en halv kilometer öster om slussen här i Tegelbruket låg också kanalbolagets eget ålderdomshem, eller kanske snarare fattighus, Musko. Från början tror man att byggnaden varit en ryssförläggning, där de ryssar som deltog i byggandet av kanalen tidvis bodde. År 1913 dog den sista pensionären som levde där, 94 år gammal. Efter att i decennier varit ett hem för medellösa änkor och döttrar till kanalarbetare blev Musko nu helt tomt och revs sedan 1945.
2023 byttes slussportarna ut. Norrköpings tidningar: "Nu ska de hålla 200 år till", säger Stefan Ljungblad, anläggningschef på Göta kanalbolag.